# ALH 84001

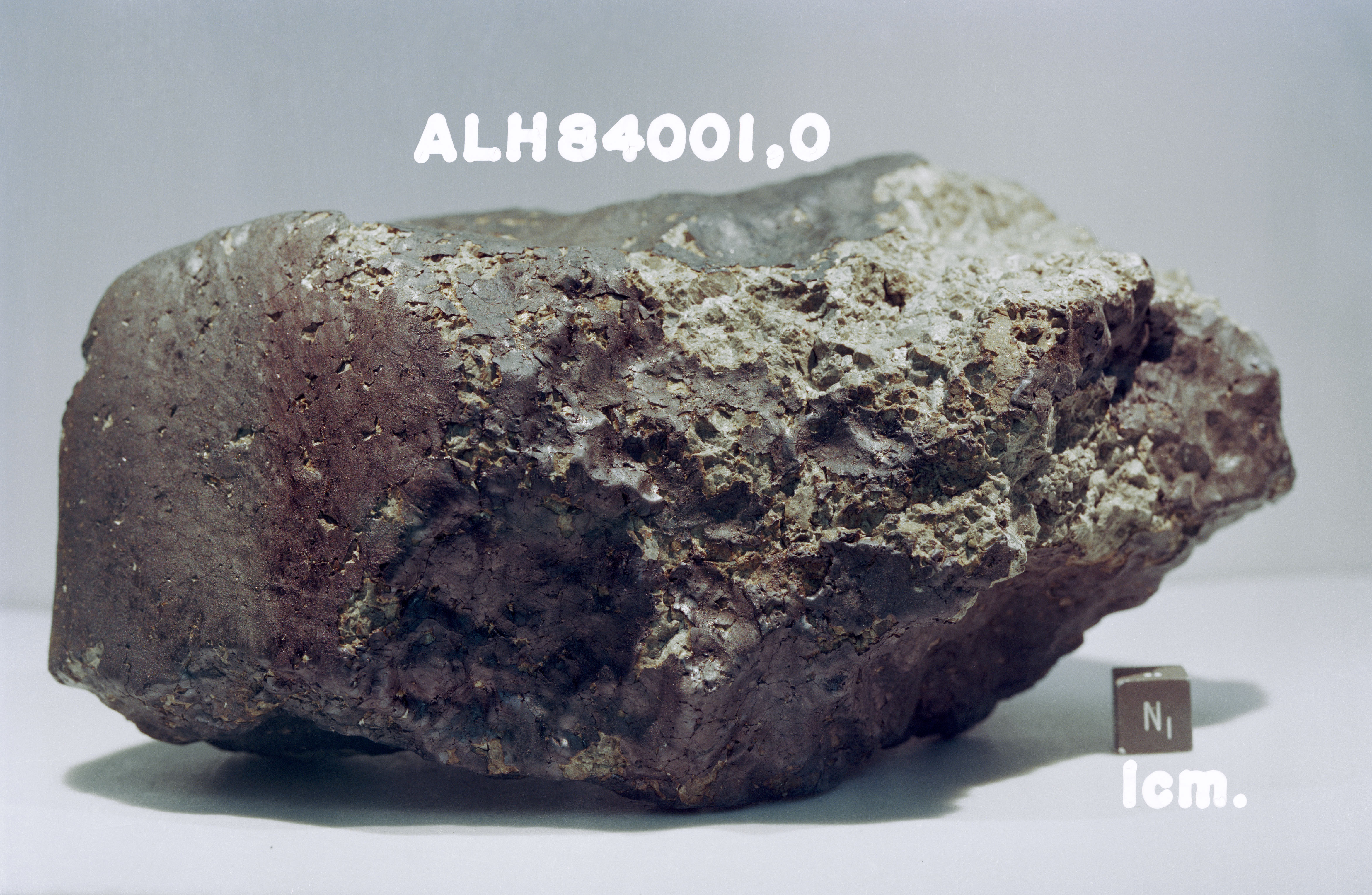
Fragment meteoritu ALH84001

ALH84001 (někdy též uváděný jako Allan Hills 84001) je meteorit nalezený 27. prosince 1984 výzkumníky projektu ANSMET v oblasti Allan Hills v Antarktidě. Jeho hmotnost v době objevu byla 1,93 kilogramu. Přestože pravděpodobně pochází z Marsu, od jiných meteoritů této skupiny se v některých aspektech liší.
Meteoritu se roku 1996 dostalo velké pozornosti médií, když skupina vědců dospěla k názoru, že v něm našla mikroskopické fosílie bakterií. Toto prohlášení bylo od samotného počátku považováno za kontroverzní, přičemž širší vědecká komunita nakonec hypotézu o důkazu existence mikrobiálního života na Marsu zamítla, neboť bylo pro přítomnost neobvyklých struktur nalezeno nebiologické vysvětlení. Vydání původní práce a z něho plynoucí pozornost vědců i veřejnosti jsou přesto považovány za bod obratu v nazírání na obor astrobiologie.

## Historie a původ
Meteorit ALH 84001 je nejstarším známým meteoritem z Marsu, o němž se předpokládá, že vznikl krystalizací roztavené horniny před 4,091 miliardami let. Z chemické analýzy vyplynulo, že Mars opustil v době, kdy na něm ještě existovala tekutá voda.
V září roku 2005 analyzovala Vicky Hamiltonová z Havajské univerzity data ze sond Mars Global Surveyor a Mars Odyssey a porovnala je se známými údaji o meteoritu a dospěla k názoru, že pochází z oblasti Eos Chasma v jižní části Valles Marineris. Závěry však nebyly zcela definitivní, částečně též z důvodu, že analyzovaná data pocházela jen z těch částí Marsu, které nebyly zakryty prachem.

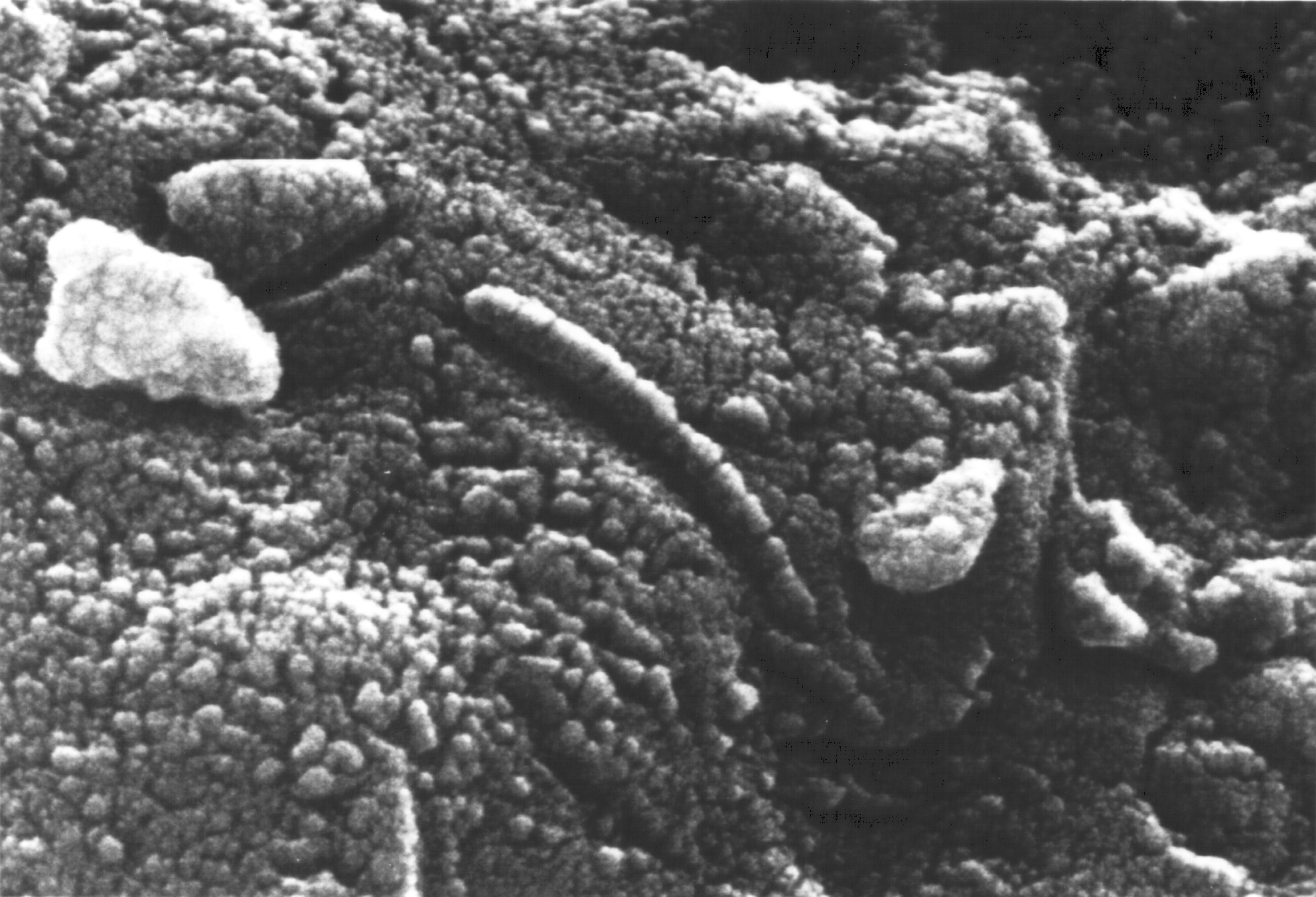
Snímek elektronového mikroskopu odhalující řetízkovité struktury v meteoritu ALH84001

Podle uznávané teorie byl ALH84001 vyražen z povrchu Marsu při dopadu meteoroidu asi před 17 miliony lety, přičemž na Zemi dopadl asi před 13 tisíci lety. K těmto údajům vědci došli na základě různých technik radiometrického datování, vycházejících mimo jiné z poločasu rozpadu prvků samarium-neodym (Sm-Nd), rubidium-stroncium (Rb-Sr), draslík-argon a uhlík 14C. O ostatní známé marťanské meteority, které by potenciálně rovněž mohly obsahovat známky biologického života, byl zájem znatelně menší, protože tyto nepocházely z „mokrého“ období Marsu. ALH84001 je tak jediný nalezený meteorit pocházející právě z této doby.
V říjnu 2011 dospěli vědci Itay Halevy, Woodward Fischer a John Eiler z Kalifornského technologického institutu k názoru, že z isotopické analýzy vyplývá, že k vysrážení uhličitanů nalezených v meteoritu došlo při teplotě 18 °C, přičemž interagující voda a oxid uhličitý pocházely z marťanské atmosféry. Poměry isotopů uhlíku a kyslíku naznačují, že uhličitany se ukládaly, když se postupně vypařovalo nějaké podpovrchové vodní těleso, pravděpodobně mělká zvodeň nacházející se několik metrů nebo desítek metrů pod povrchem.

## Hypotetické biogenní vlastnosti
6. srpna 1996 vyšel v časopisu Science článek Davida S. McKaye z NASA, v němž autor oznámil, že meteorit může obsahovat důkazy o životě na Marsu. Během zkoumání meteoritu elektronovým mikroskopem byly totiž odhaleny struktury, které někteří vědci interpretovali jako fosilní pozůstatky životních forem podobných bakteriím. Tyto struktury mají 20 až 100 nanometrů v průměru, což je podobná velikost jakou by mohly mít teoreticky předpokládané nanobakterie, ale menší než jakákoliv v té době známá buněčná forma života. Kdyby tyto struktury byly fosilizovanými pozůstatky živých forem a kdyby současně nebyly důsledkem kontaminace meteoritu pozemskými životními formami, byly by prvním jasným důkazem existence mimozemského života.
Oznámení o možném objevu mimozemského života vyvolalo značné kontroverze. Mnoho lidí si to vysvětlilo tak, že nalezené fosílie skutečně dokázaly existenci mimozemského života, a tato zpráva se rozšířila v médiích po celém světě. Prezident Spojených států Bill Clinton na to téma dokonce učinil formální prohlášení přenášené televizí.
David S. McKay vyvracel pochyby o pozemské kontaminaci meteoritu poukazem na to, že nalezené mikroskopické struktury se nepodobají žádné z předpokládaných kontaminací nalezených v jiných meteoritech. Struktury z ALH84001 se totiž na rozdíl od pravděpodobných kontaminací jiných meteoritů zdají vrostlé do původního meteoritického materiálu.
Zatím nebylo nezvratně prokázáno, jak byly tyto útvary vytvořeny, laboratorní experimenty týmu vedeném D. C. Goldenem však ukázaly, že podobné struktury lze vytvořit i nebiologickou cestou. David McKay to zpochybnil s tím, že laboratorních výsledků bylo dosaženo za použití nerealisticky čistých materiálů. Dále namítal, že Goldenův tým se soustředil pouze na jeden konkrétní znak, tvar krystalů, což však podle něj nemůže vyvrátit celou biogenickou hypotézu. Přesto se po těchto experimentech většina vědecké komunity od této hypotézy odklonila, mimo jiné též proto, že samotné zkoumání tvaru struktur je pro jednoznačné určení, zda šlo o živou či neživou formu, nedostatečné, neboť vizuální posouzení tvaru je nutně subjektivní a může vést k mylným interpretacím.

### Indicie podporující hypotézu biogenního původu struktur
Hypotézu, že nalezené struktury by mohly být mikrofosiliemi biogenního původu, podporují následující indicie:
- Tyto struktury se podobají moderním pozemským bakteriím nebo jejich částem. Ačkoliv jsou menší než současní na Zemi se vyskytující mikrobi, některé dosahují rozměru 100 až 200 nanometrů, což se blíží velikosti hypotetických nanobakterií, a některé dokonce dosahují rozměrů 1 až 2 mikronů.[7] Ty nejmenší jsou však příliš malé na to, aby mohly ukrývat systémy umožňující život, jak ho známe.[2]
- Některé struktury se podobají koloniím a biofilmům.[7] Existuje však také mnoho příkladů struktur podobných živým formám, u nichž se později prokázal anorganický původ.[7]
- Meteorit obsahuje magnetitové krystaly neobvyklého hranolovitého tvaru organizované v oblastech přibližně stejné velikosti, které jsou nerozlišitelné od magnetitu vzniklého na Zemi biologickou cestou a který se neshoduje s žádným v pozemské přírodě se vyskytujícím nebiologickým magnetitem. Magnetit přítomný v ALH84001 je vrostlý do uhličitanového podkladu. Pokud by byl nalezen na Zemi, jednalo by se o velmi silnou známku biologického původu.[7] Roku 2001 však vědci simulovali podmínky, jakým byl ALH84001 vystaven na Marsu, a dokázali vyprodukovat uhličitanové globule obsahující podobná magnetitová zrna anorganickou cestou.[2]
- Meteorit obsahuje polycyklické aromatické uhlovodíky soustředěné v oblastech s uhličitanovými globulemi, u nichž byl prokázán marsovský původ. Polycyklické aromatické uhlovodíky však byly nalezeny i v jiných meteoritech, na planetkách, kometách a také v hlubokém vesmíru, tedy v místech zcela postrádajících život.[2]

### Hypotéza RNA světa a jiné návrhy konzistentní s malými buněčnými strukturami
Roku 1999 dospěla skupina vědců zahrnující odborníky různých oborů včetně biologie, molekulární genetiky, paleontologie a mineralogie k závěru, že ačkoliv nejmenší prostor, jaký by teoreticky případná současná nanobakterie mohla zaujímat, je koule o průměru 250 ± 50 nanometrů, pak primitivní organismy založené na jednodušších polymerech, než jaké využívají ty současné, by mohly být i menší. Jako příklad byl uveden život založený čistě na RNA místo dnes běžné DNA, kdy funkci katalyzátorů nutných pro buněčnou replikaci by místo příliš velkých ribosomů přebraly menší ribozymy. Takové buňky by také neobsahovaly bílkoviny a nepotřebovaly by přepisovat DNA na mRNA. Buňky RNA světa byly navrženy jako možný způsob překlenutí propasti mezi neživou chemií a současnými živými buňkami.
Z diskuse vyplynuly následné možné mechanismy, které by mohly vysvětlit malý rozměr struktur nalezených na meteroritu ALH84001, za předpokladu, že se by jednalo fosílie původně živých forem:
- buňky se mohly po smrti smrsknout
- fosílie by mohly být jen fragmenty větších organismů
- mohlo by jít o patogeny nebo symbionty závislé na hostiteli
- mohly by žít ve společenství menších buněk, které by nebyly schopné přežít samostatně
- jejich existence by mohla být založena na jiném principu, než jakému rozumíme (například na principu hypotetického RNA světa).[16]